# Дружбівська міська рада
Дру́жбівська міська́ ра́да — орган місцевого самоврядування в Ямпільському районі Сумської області. Адміністративний центр — місто Дружба.

## Загальні відомості
- Населення ради: 5 835 осіб (станом на 2001 рік)

## Населені пункти
Міській раді підпорядковані населені пункти:
- м. Дружба
- с. Довжик

## Склад ради
Рада складається з 30 депутатів та голови.
- Голова ради: Примаченко Андрій Миколайович
- Секретар ради: Красняк Ніна Іванівна

### Керівний склад попередніх скликань
| Прізвище, ім'я, по батькові   | Основні відомості                                               | Дата обрання | Дата звільнення |
| ----------------------------- | --------------------------------------------------------------- | ------------ | --------------- |
| Палагин Ігор Миколайович      | Міський голова, 1963 року народження, безпартійний              | 26.03.2006   | 31.10.2010      |
| Примаченко Андрій Миколайович | Міський голова, 1976 року народження, освіта вища, безпартійний | 31.10.2010   |                 |

Примітка: таблиця складена за даними сайту Верховної Ради України

### Депутати
За результатами місцевих виборів 2010 року депутатами ради стали:

#### За суб'єктами висування
| Суб'єкт висування                                       | Кількість обраних депутатів | %    |
| ------------------------------------------------------- | --------------------------- | ---- |
| Партія регіонів                                         | 21                          | 70   |
| Політична партія Всеукраїнське об'єднання «Батьківщина» | 5                           | 16,7 |
| Комуністична партія України                             | 2                           | 6,7  |
| Політична партія «Сильна Україна»                       | 2                           | 6,7  |

#### За округами
| № округу                                                | Прізвище, ім'я, по батькові     | Дата визнання обраним | Освіта  | Партійна приналежність                        | Відомості про обраного депутата                                                               |
| ------------------------------------------------------- | ------------------------------- | --------------------- | ------- | --------------------------------------------- | --------------------------------------------------------------------------------------------- |
| Комуністична партія України                             |                                 |                       |         |                                               |                                                                                               |
| б/м                                                     | Повашевич Людмила Петрівна      | 03.11.2010            | середня | член Комуністичної партії України             | тимчасово не працює                                                                           |
| б/м                                                     | Гурець Яків Степанович          | 03.11.2010            | середня | позапартійний                                 | тимчасово не працює                                                                           |
| Партія регіонів                                         |                                 |                       |         |                                               |                                                                                               |
| б/м                                                     | Красняк Ніна Іванівна           | 03.11.2010            | вища    | позапартійна                                  | Дружбівська міська рада, секретар                                                             |
| б/м                                                     | Гончаренко Світлана Олексіївна  | 03.11.2010            | вища    | член Партії регіонів                          | ТОВ «Росагроінвест», бухгалтер                                                                |
| б/м                                                     | Мурашов Олександр Павлович      | 03.11.2010            | вища    | позапартійний                                 | Дружбівська міська рада, спеціаліст                                                           |
| б/м                                                     | Корж Микола Олександрович       | 03.11.2010            | вища    | позапартійний                                 | Свеський ПТЛ, викладач                                                                        |
| б/м                                                     | Родоман Інна Євгенівна          | 03.11.2010            | вища    | позапартійна                                  | Дружбівська міська рада, спеціаліст                                                           |
| б/м                                                     | Шинко Світлана Федосівна        | 03.11.2010            | вища    | позапартійна                                  | Дружбівська міська рада, спеціаліст                                                           |
| б/м                                                     | Скоблик Олександр Михайлович    | 03.11.2010            | вища    | позапартійний                                 | ЕЧК-14 ст. Хутір-Михайлівськиї, начальник                                                     |
| б/м                                                     | Рябухіна Валентина Михайлівна   | 03.11.2010            | вища    | позапартійна                                  | Хутір-Михайлівської дистанції колії, головний економіст                                       |
| 3                                                       | Младенець Григорій Петрович     | 03.11.2010            | вища    | позапартійний                                 | приватний підприємець                                                                         |
| 4                                                       | Карев Юрій Іларіонович          | 03.11.2010            | середня | позапартійний                                 | БМЕУ-5, майстер                                                                               |
| 5                                                       | Полєвічок Сергій Михайлович     | 03.11.2010            | вища    | позапартійний                                 | Дружбівська міська рада, спеціаліст                                                           |
| 6                                                       | Маханькова Наталія Миколаївна   | 03.11.2010            | вища    | член Партії регіонів                          | НВК «Загальноосвітня школа I-III ст.», вчитель                                                |
| 7                                                       | Швець Олена Олександрівна       | 03.11.2010            | вища    | позапартійна                                  | Хутір-Михайлівська лінійна лікарня, головний лікар                                            |
| 8                                                       | Дегтярьов Ігор Борисович        | 03.11.2010            | вища    | член Партії регіонів                          | пенсіонер                                                                                     |
| 9                                                       | Горбач Микола Олексійович       | 03.11.2010            | вища    | позапартійний                                 | Лінійний відділ міліції, начальник                                                            |
| 10                                                      | Лисиця Ігор Миколайович         | 03.11.2010            | вища    | позапартійний                                 | приватний підприємець                                                                         |
| 11                                                      | Палагіна Ніна Іванівна          | 03.11.2010            | вища    | позапартійна                                  | Станція Хутір-Михайлівський, чергова вокзалу                                                  |
| 12                                                      | Домащенко Олена Леонідівна      | 03.11.2010            | вища    | позапартійна                                  | Дружбівська міська рада, спеціаліст                                                           |
| 13                                                      | Крюкова Світлана Леонідівна     | 03.11.2010            | вища    | член Партії регіонів                          | приватний підприємець                                                                         |
| 14                                                      | Шаповалова Віра Іванівна        | 03.11.2010            | вища    | позапартійна                                  | Будинок культури, директор                                                                    |
| 15                                                      | Петруня Галина Миколаївна       | 03.11.2010            | середня | член Партії регіонів                          | КП «ЖФ Дружба», бухгалтер                                                                     |
| Політична партія Всеукраїнське об'єднання «Батьківщина» |                                 |                       |         |                                               |                                                                                               |
| б/м                                                     | Міренцов Микола Петрович        | 03.11.2010            | середня | позапартійний                                 | ТОВ «Млино-хлібопекарський комплекс», директор                                                |
| б/м                                                     | Прокопенко Сергій Володимирович | 03.11.2010            | середня | член Всеукраїнського об'єднання «Батьківщина» | тимчасово не працює                                                                           |
| б/м                                                     | Ворошилін Микола Володимирович  | 03.11.2010            | вища    | член Всеукраїнського об'єднання «Батьківщина» | Ст. Хутір-Михайлівський, начальник вокзалу                                                    |
| 1                                                       | Дікова Тамара Олександрівна     | 03.11.2010            | середня | член Всеукраїнського об'єднання «Батьківщина» | СК Провідна, страховий агент                                                                  |
| 2                                                       | Ковшар Микола Сергійович        | 03.11.2010            | середня | позапартійний                                 | приватний підприємець                                                                         |
| Політична партія «Сильна Україна»                       |                                 |                       |         |                                               |                                                                                               |
| б/м                                                     | Латиш Ольга Олександрівна       | 03.11.2010            | вища    | член Політичної партії «Сильна Україна»       | ПП «Латиш ОО», приватний підприємець                                                          |
| б/м                                                     | Сурай Олександр Васильович      | 03.11.2010            | вища    | член Політичної партії «Сильна Україна»       | Хутір-Михайлівський дистанції колії ДТГО південної залізниці, начальник сектору охорони праці |